# Réserve naturelle intégrale des Macalube d'Aragona
La réserve naturelle intégrale des Macalube d'Aragona, en italien riserva naturale integrale Macalube di Aragona, est une réserve naturelle d'Italie située en Sicile, près de la ville d'Aragona. Elle comporte notamment des volcans de boue.

## Histoire
Le 27 septembre 2014, une mini-éruption d'un des volcans de boue tue deux enfants qui s'y promenaient accompagnés de leur père. Le site avait le mois précédent été fermé en raison d'un regain d'activité.

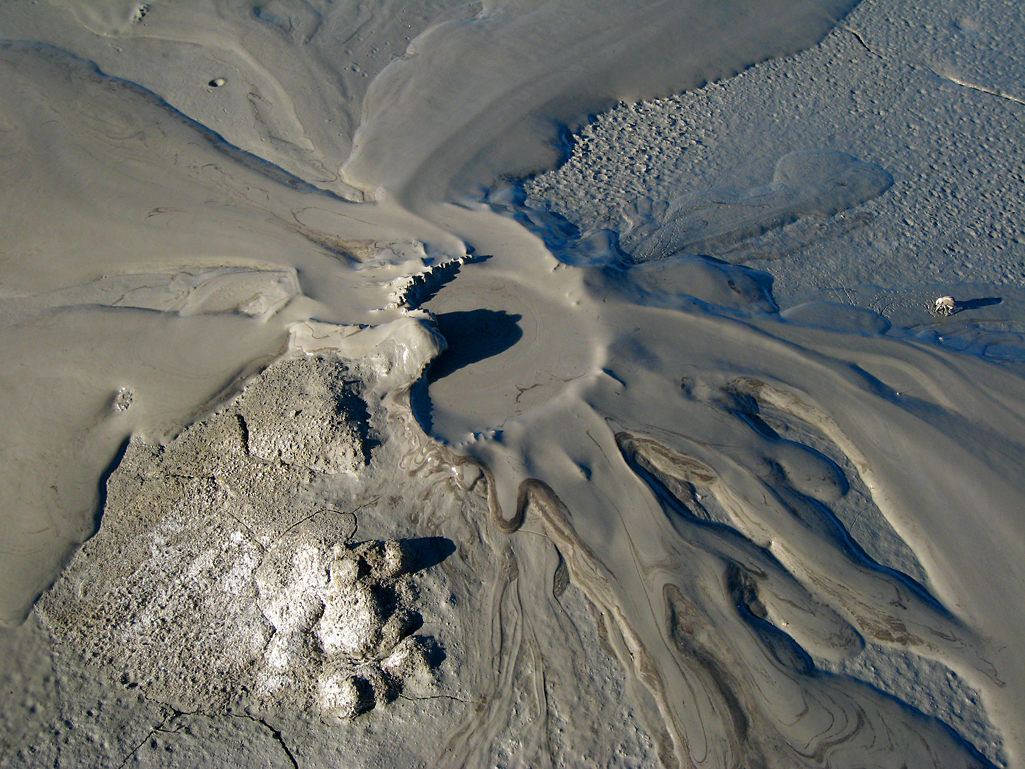
L'un des volcans de boue.